# Hyposmocoma fulvida
Hyposmocoma fulvida là một loài bướm đêm thuộc họ Cosmopterigidae. Nó là loài đặc hữu của Kauai và Molokai.